# Zamchowo
Zamchowo (biał. Замхава; ros. Замхово) – wieś na Białorusi, w obwodzie witebskim, w rejonie głębockim, w sielsowiecie Prozoroki.

## Historia
W czasach zaborów w powiecie dzisieńskim, w guberni wileńskiej Imperium Rosyjskiego.
W latach 1921–1945 wieś, a następnie kolonia leżała w Polsce, w województwie wileńskim, w powiecie dziśnieńskim, w gminie Czerniewicze, a od 1929 w gminie Prozoroki.
Według Powszechnego Spisu Ludności z 1921 roku zamieszkiwało tu 139 osób, wszystkie były wyznania prawosławnego i zadeklarowały białoruską przynależność narodową. Było tu 19 budynków mieszkalnych. W 1931 w 25 domach zamieszkiwało 155 osób.
Wierni należeli do parafii rzymskokatolickiej i prawosławnej w Czerniewiczach. Miejscowość podlegała pod Sąd Grodzki w Głębokiem i Okręgowy w Wilnie; właściwy urząd pocztowy mieścił się w Prozorokach.